# تفجيرات العراق 19 آذار 2013
هجمات 19 مارس 2013 في العراق كانت سلسلة من التفجيرات المنسقة وعمليات إطلاق النار في العاصمة بغداد وعدد من المدن الكبرى في الشمال والمناطق الوسطى من البلاد. قتل خلالها مالا يقل عن 98 شخصا وأصيب أكثر من 240 آخرين في موجة عنف وقعت في الذكرى العاشرة لبداية الحرب على العراق.